# Henri Ramel
Henri Ramel est un homme politique français né le 1er septembre 1765 à Cahors (Lot) et décédé le 1er juillet 1834.
Il est le frère de Jean-Pierre Ramel, né en 1760 à Cahors et guillotiné le 1er janvier 1795, parlementaire, un constitutionnel et un général des armées de la République, et de Jean-Pierre Ramel, général d'Empire mort assassiné en 1815 pendant la terreur blanche.
Henri Ramel est avocat à Cahors. Il occupe aussi pendant plusieurs années la chaire des belles lettres à l'école centrale du Lot. Il devient député du Lot en 1815, pendant les Cent-Jours, et participe à plusieurs commissions, où il se fait remarquer pour ses connaissances politiques et administratives.

## Sources
- « Henri Ramel », dans Adolphe Robert et Gaston Cougny, Dictionnaire des parlementaires français, Edgar Bourloton, 1889-1891 [détail de l’édition]